# Anass Zaroury
Anass Zaroury (tiếng Ả Rập: أنس الزروري; sinh ngày 7 tháng 11 năm 2000) là một cầu thủ bóng đá chuyên nghiệp người Maroc hiện thi đấu ở vị trí tiền vệ cho câu lạc bộ Burnley tại EFL Championship và đội tuyển quốc gia Maroc.